# Vlajka státu Washington

Vlajka státu Washington
Poměr stran: 5:8

Vlajka Washingtonu, jednoho z federálních států USA, je tvořena zeleným listem o poměru stran 5:8, v jehož středu je položena pečeť státu. Ta zobrazuje portrét prezidenta George Washingtona na modrém kruhovém pozadí. Kolem modrého pole je žluté mezikruží nesoucí nápis: THE SEAL OF THE STATE OF WASHINGTON (česky Pečeť státu Washington) a letopočet 1889.
Portrét odkazuje na prvního prezidenta USA a letopočet na vstup do Unie (11. listopadu 1889 jako 42. stát).

## Historie
Zatímco pečeť státu byla přijata ještě před vstupem státu do Unie v roce 1889, vlajka byla přijata až 5. března 1923, tedy téměř třicet let po vstupu. V roce 1955 byly standardizovány barvy a v roce 1967 upravena pečeť.

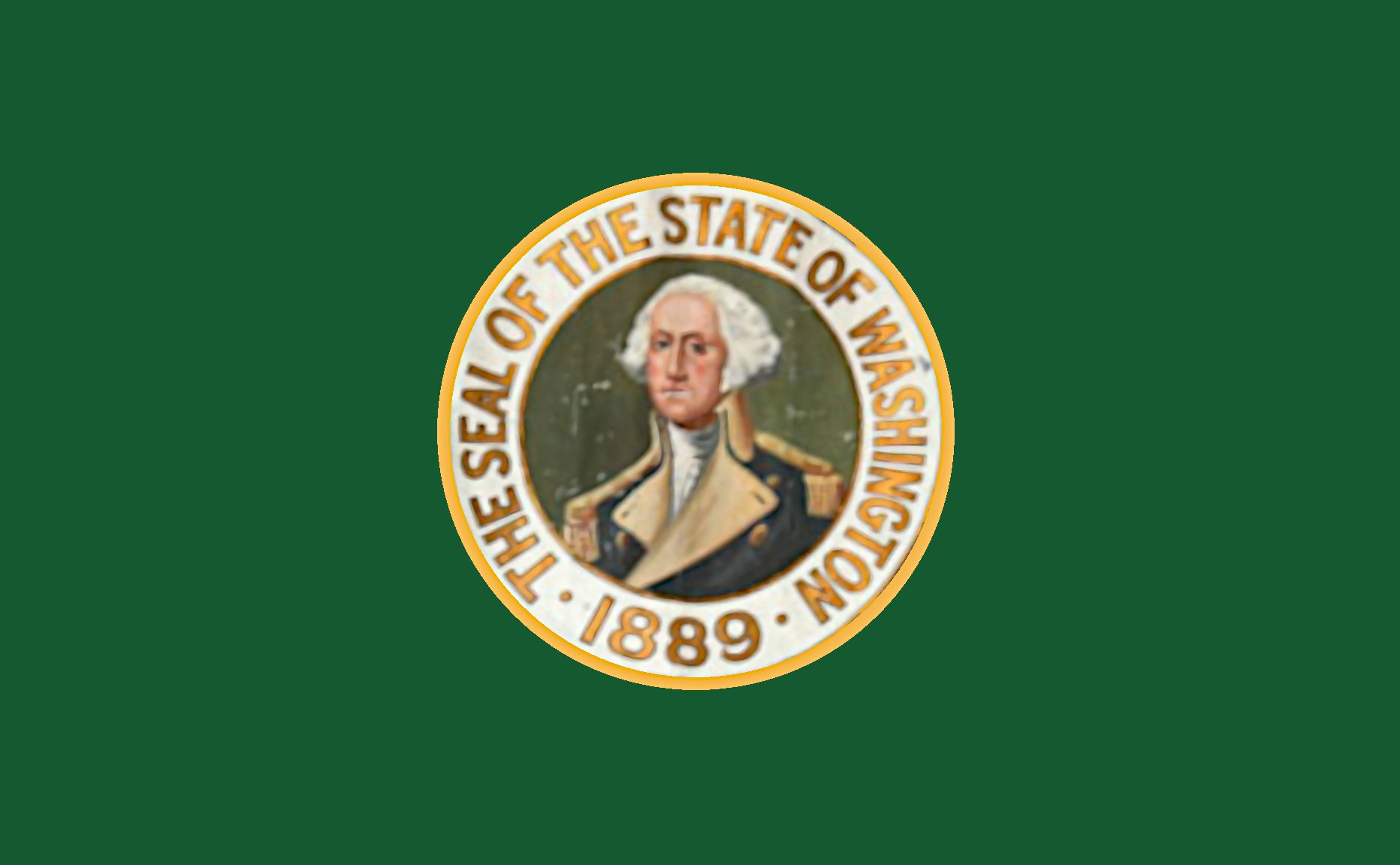
Vlajka státu Washington (1923–1967) Poměr stran: 5:8

## Zajímavost
Jedná se o jedinou vlajku ze všech vlajek států Spojených států, která má zelený list, a která zobrazuje portrét určitého skutečného člověka – prezidenta George Washingtona.